# Рим (Чрномељ)
Рим (словен. Rim) је насељено место у општини Чрномељ, регија Југоисточна Словенија, Словенија.

## Историја
До територијалне реорганизације у Словенији била је у саставу старе општине Чрномељ. Рим као самостално насеље постоји од 2007. године. Настала је издвајањем дела из насеља Јанковичи.

## Становништво
У попису становништва из 2011. године, Рим је имао 28 становника.
| Број становника према пописима |
| ------------------------------ |
| 2011                           |
| 28                             |

Напомена: Године 2007. настала издвајањем дела из насеља Јанковичи.